# Rundbau (Kaiserslautern)
Der im Volksmund als Rundbau bezeichnete Gebäudekomplex ist eine Wohnanlage in Kaiserslautern.

## Lage
Der Komplex nördlich der Königstraße schließt sich westlich an den „Bunten Block“ an.

## Geschichte
Die Anlage wurde 1926 bis 1928 nach Plänen von Hermann Hussong zur Bekämpfung der allgemeinen Wohnungsnot durch die städtische Wohnungsbaugesellschaft (heute: „Gemeinnützige Baugesellschaft Kaiserslautern “) errichtet. Ähnliche Wohnanlagen entstanden in dieser Zeit in Berlin, Hamburg und in der Nähe von Leipzig.

## Anlage
Die Wohnanlage hat 164 Wohnungen zu je 53 m2 auf vier Geschossen. Beim sogenannten Rundbau handelt sich um eine halbe Ellipse, ein Korbbogen, mit fünf verschiedenen Radien von 54,40 Meter bis 95,60 Meter. An der offenen Seite des Bogens schließt ein Zeilenbau den großen Hof ab.
Außen verzichtete der Rundbau im Stil der Neuen Sachlichkeit auf jeglichen Bauschmuck, er ist bestimmt durch eine ausgewogene Proportion der Flächen, die Fassade wird durch Erker und Risalite rhythmisiert. Hermann Hussong entwarf selbst ein Farbkonzept für die Fassade, die auch in den 2020er Jahren wieder in Zitronengelb erstrahlt. Die zum Hof hin abfallenden Pultdächer lassen die Baukörper auf der Straßenseite optisch erhöht erscheinen.
Die Bauten umschließen einen begrünten Innenhof mit dem Eugen-Damm-Brunnen und der Kunststeinskulptur „Die zwei Schwestern“ des Bildhauers Fritz Korter.
Die Wohnungen im eigentlichen Rundbau sind nur vom Innenhof aus zugänglich. Trotz der begrenzten Mittel legte Hermann Hussong äußersten Wert auf Wohnqualität. Die Wohnungen hatten jeweils zwei Zimmer-Küche-Bad-WC mit Speicher- und Kelleranteil. Die Küchen waren modern eingerichtet mit einem Gasherd, einem Wasserstein und einem nach außen entlüftbaren Speiseschrank unter dem Fenster. Das Bad war mit porzellanemaillierter gusseiserner Badewanne und Wasserspülklosett ausgestattet. Hermann Hussong gestaltete die Innenräume mit aufeinander abgestimmten Leinfarbenanstrichen.
Als Beispiel für die Neue Sachlichkeit bildet die Anlage eine Denkmalzone.